# Kościół ewangelicki w Pisarzowicach
Kościół ewangelicki w Pisarzowicach – świątynia ewangelicka w miejscowości Pisarzowice (niem. Schreibersdorf). Obecnie jest w zaawansowanym stanie zrujnowania. Od 2018 kościół znajduje się w prywatnych rękach i jest remontowany.

## Historia
Został zbudowany w latach 1901-1902 według projektu Arnolda Hartmanna z fundacji Gustava Petera von Biron (1859-1941), żonatego z Adele Marie von Löwenstein-Wertheim-Freudenberg (1866-1890),  dla upamiętnienia ich zmarłego syna, Wilhelma Karla Biron von Curland (1886-1899). Prace wykończeniowe sfinalizowano w 1912.
W okresie II Rzeczypospolitej kościół był we władaniu parafii należącej do superintendentury Ostrzeszów Ewangelickiego Kościoła Unijnego.
Obiekt został opuszczony w 1945 i uległ poważnej dewastacji. „W 1945 roku oddział milicji wysadził drzwi piwniczne w poszukiwaniu niedobitków armii hitlerowskiej, otworzyło to drogę wszelakiego rodzaju złodziejom oraz wandalom, którzy spenetrowani świątynię. Okoliczne parafie przeniosły ławy oraz dzwon do Mąkoszyc, a organy do Mikorzyna, dzięki czemu można oglądać je do dzisiaj. Obecny stan budynku jest fatalny, nie posiada już dachu ani szczytu wieży”.
Kościół był prawdopodobnym miejscem nagrania koncertu "In Absentia Dei" zespołu Behemoth.

## Architektura
Obiekt wzniesiono w stylu neoromańskim z granitu i czerwonego piaskowca. Do wyposażenia należały m.in. „kazalnica wysadzana szlachetnymi kamieniami” oraz meble kościelne z drewna dębowego.

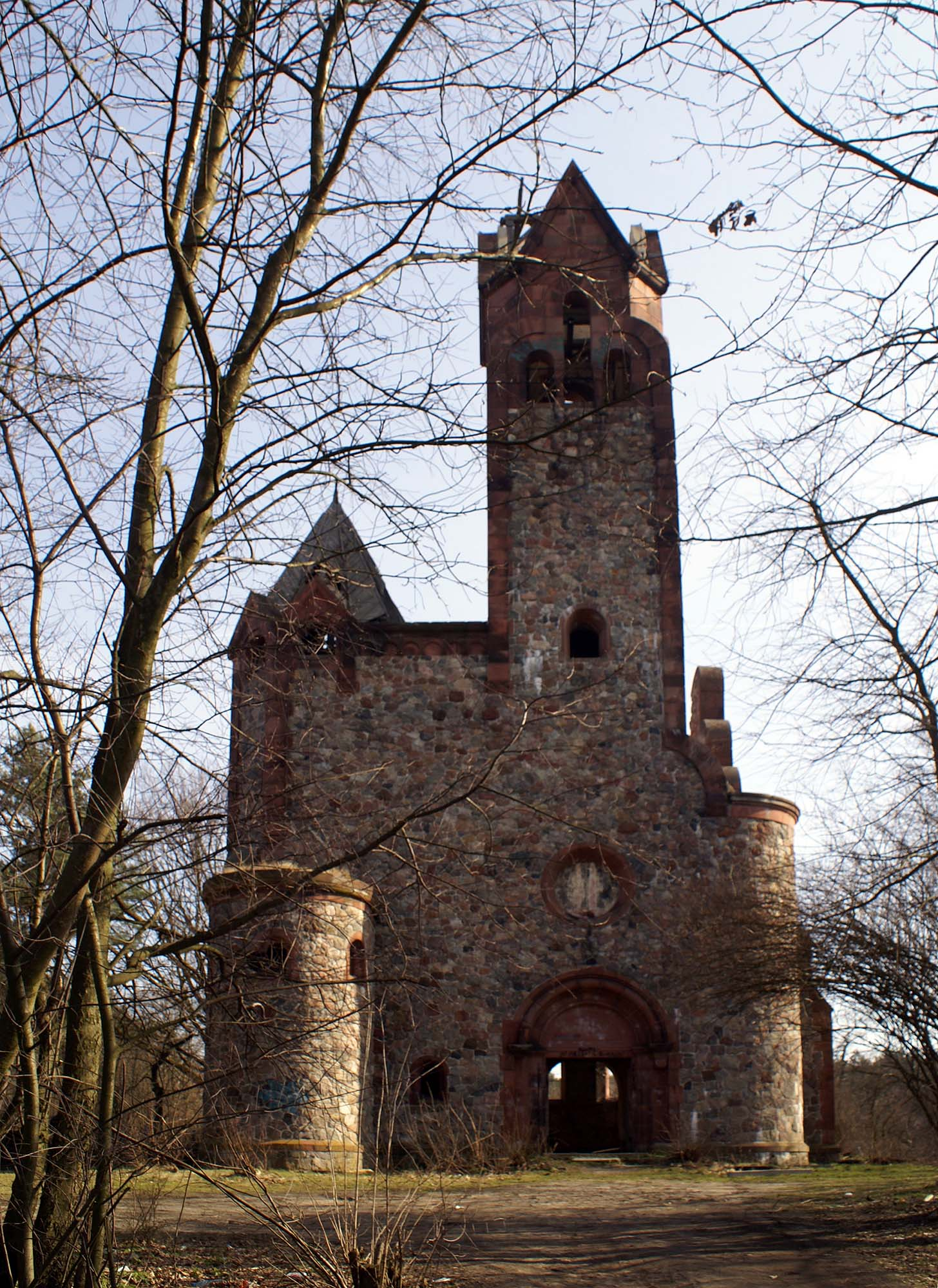
Fasada (2009)
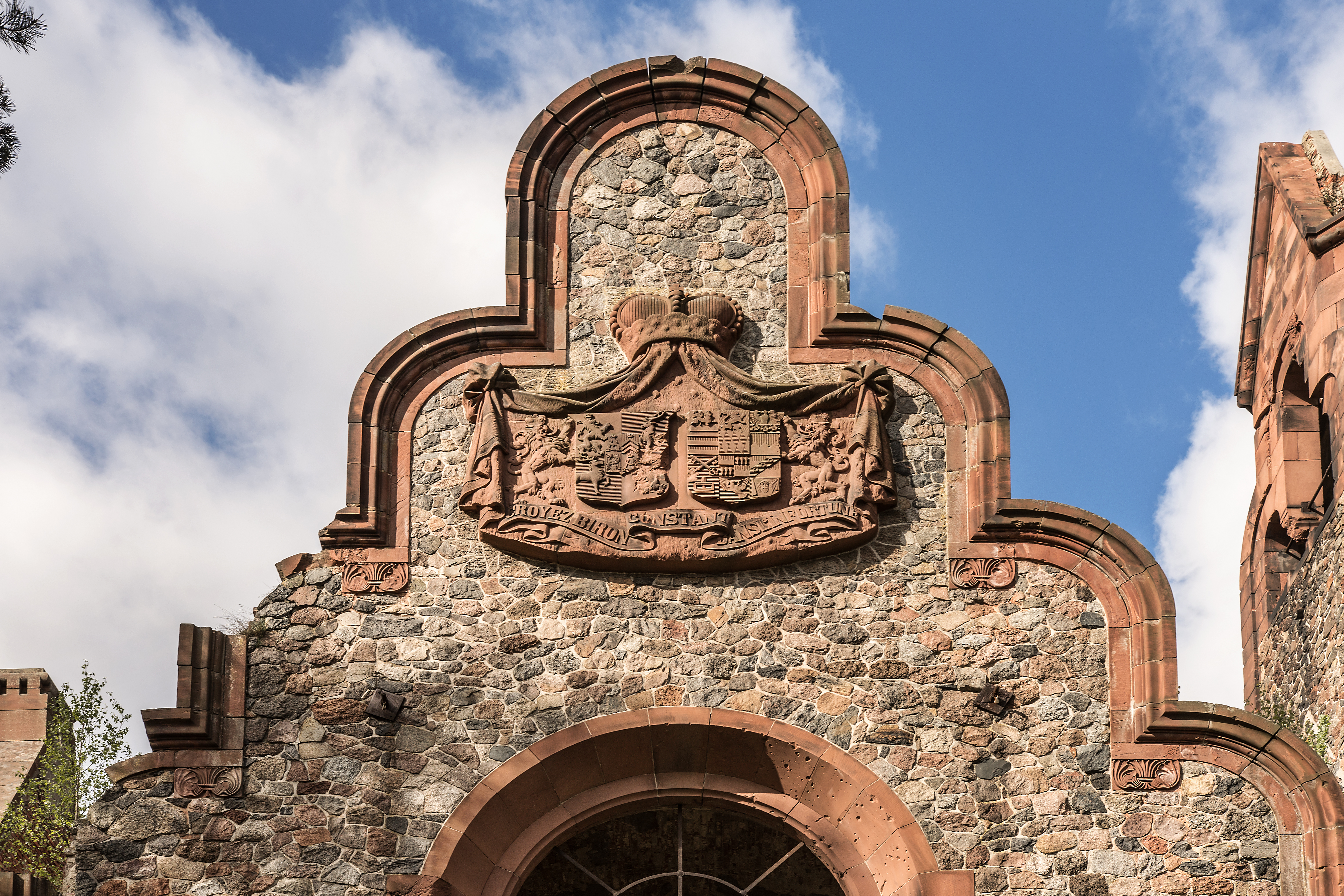
Herby Gustava Biron Adele Löwenstein
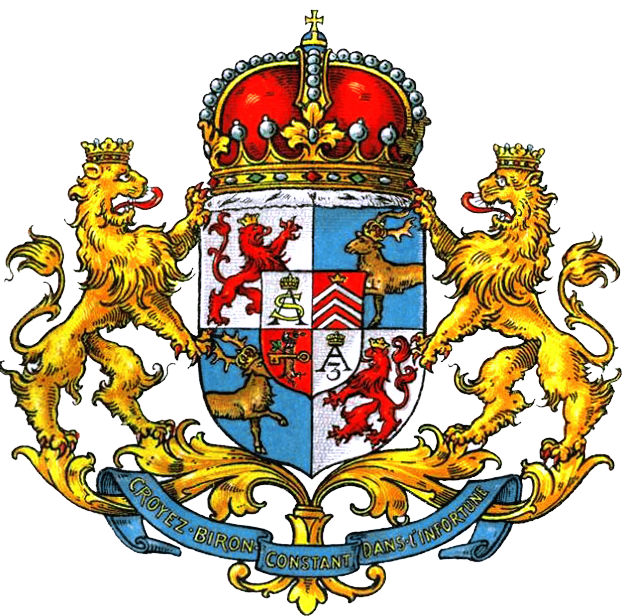
Herb von Biron
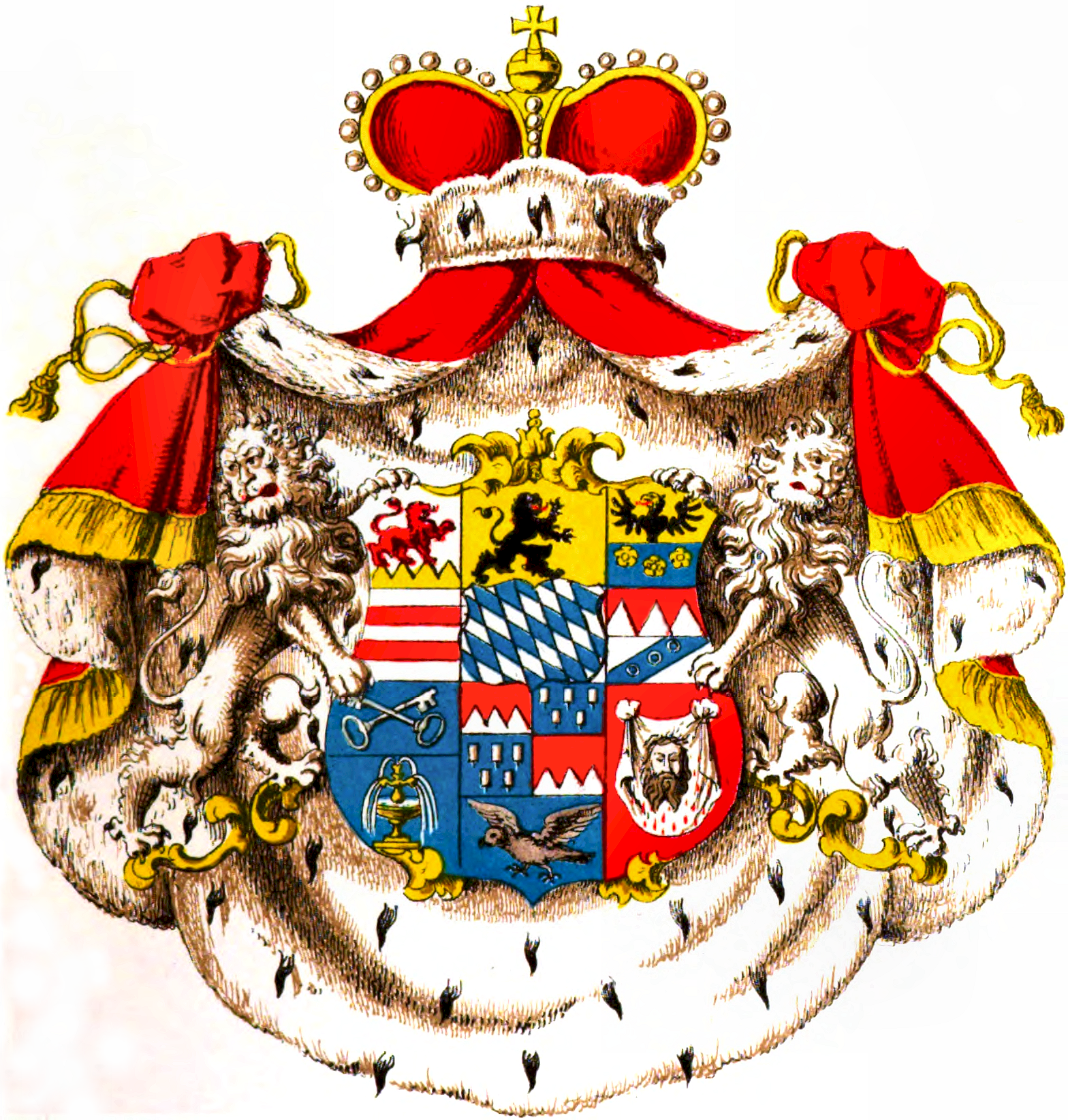
Herb Löwenstein-Wertheim-Freudenberg
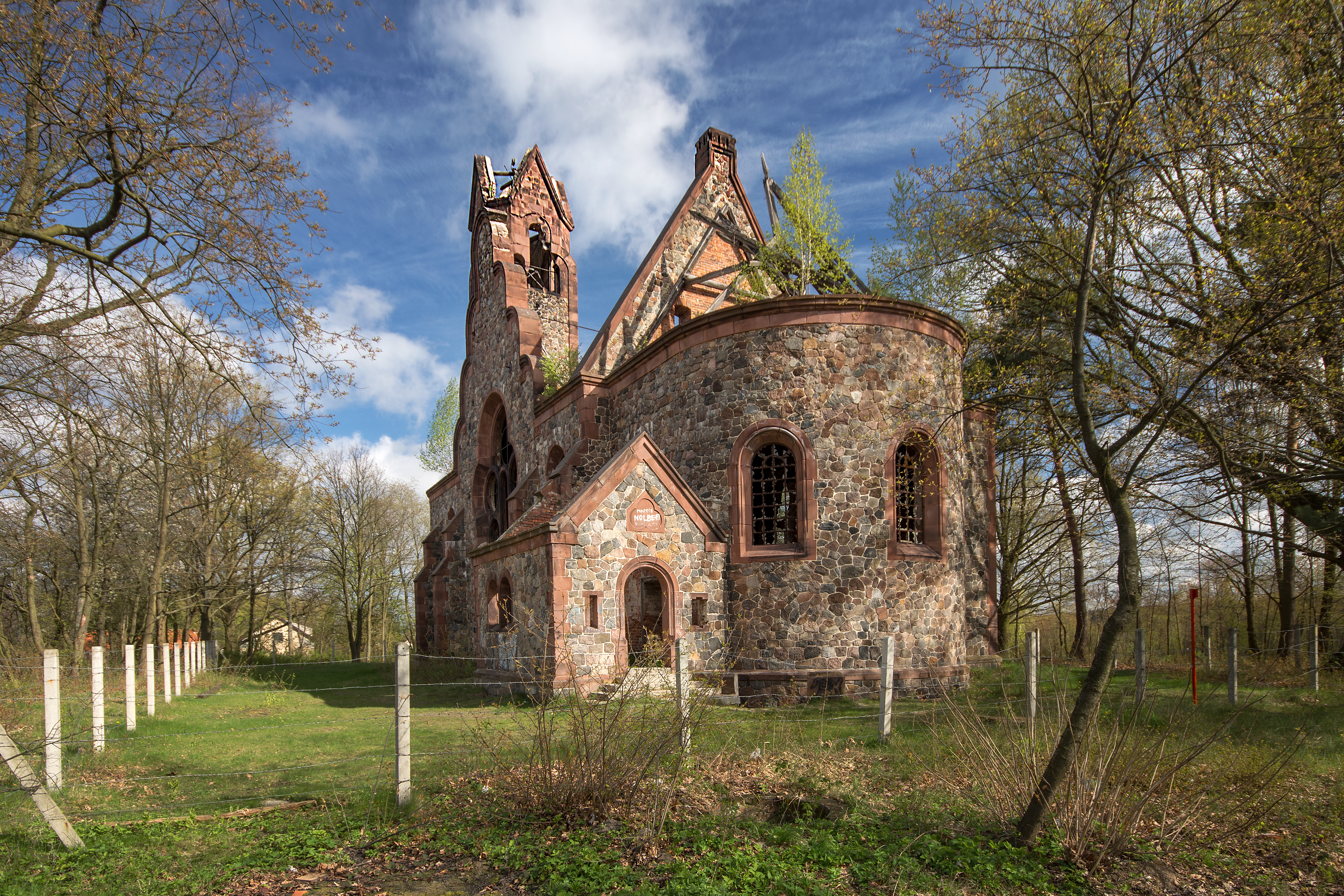
Absyda (2016)
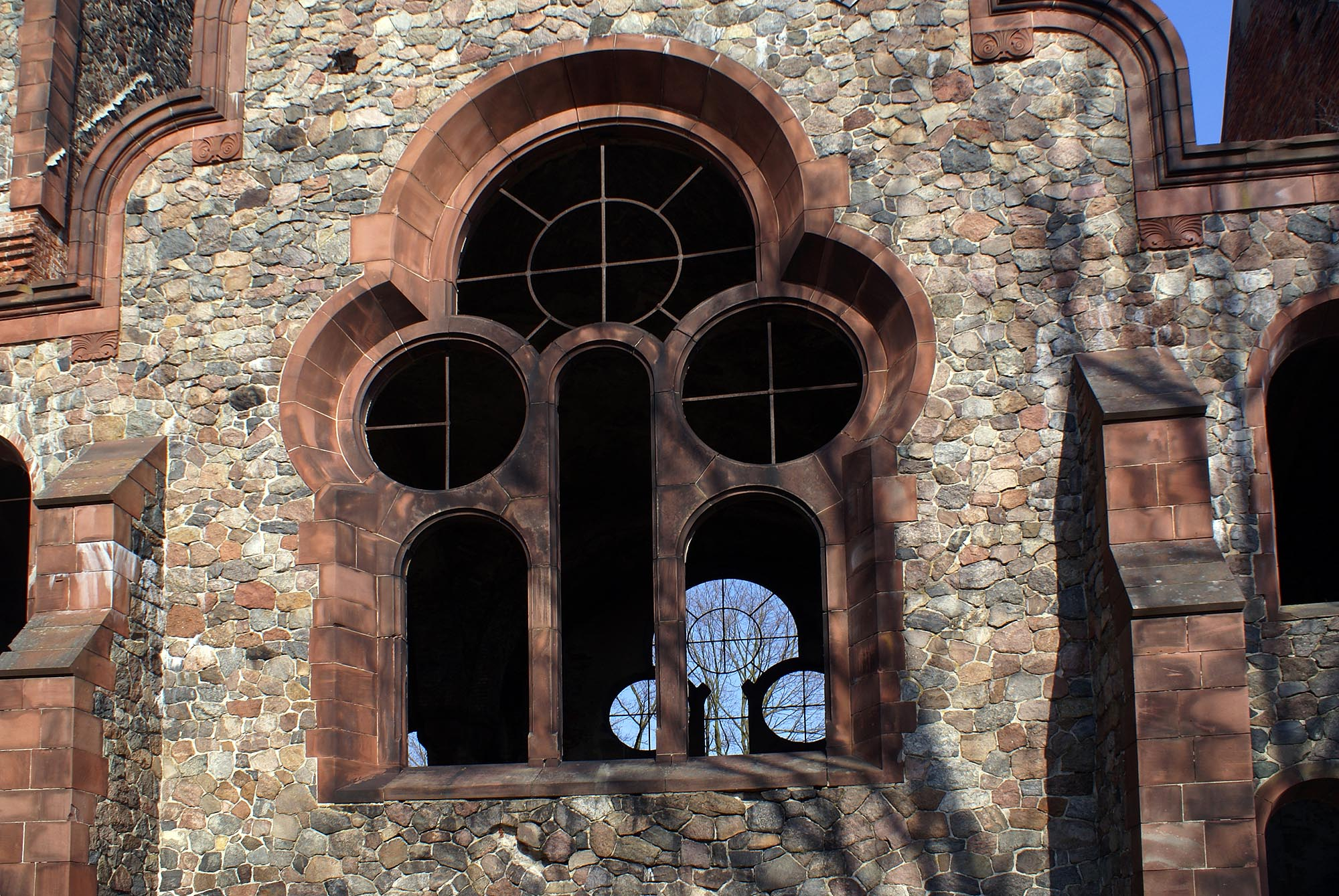
Okno z maswerkiem (2009)
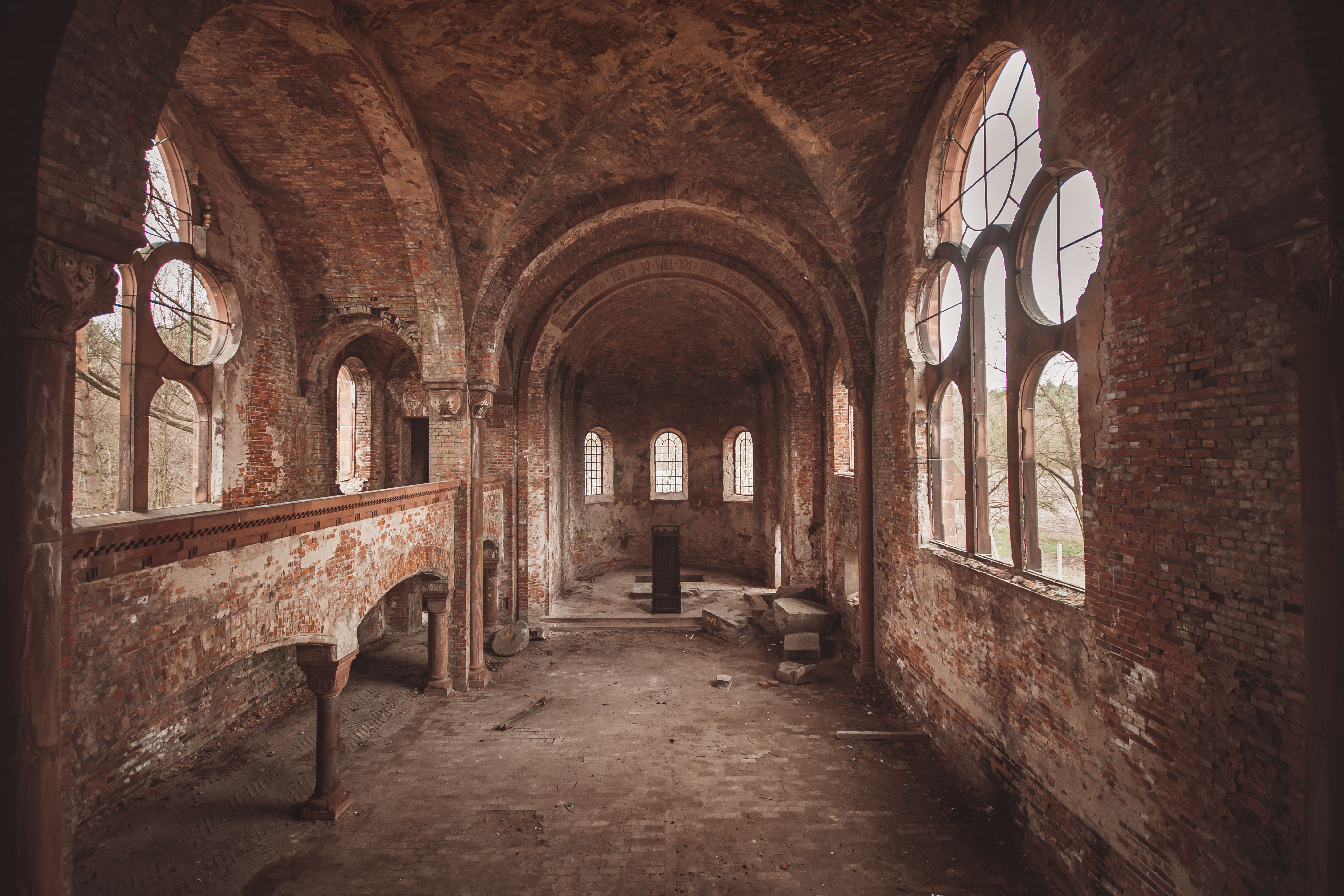
Widok na prezbiterium (2015)
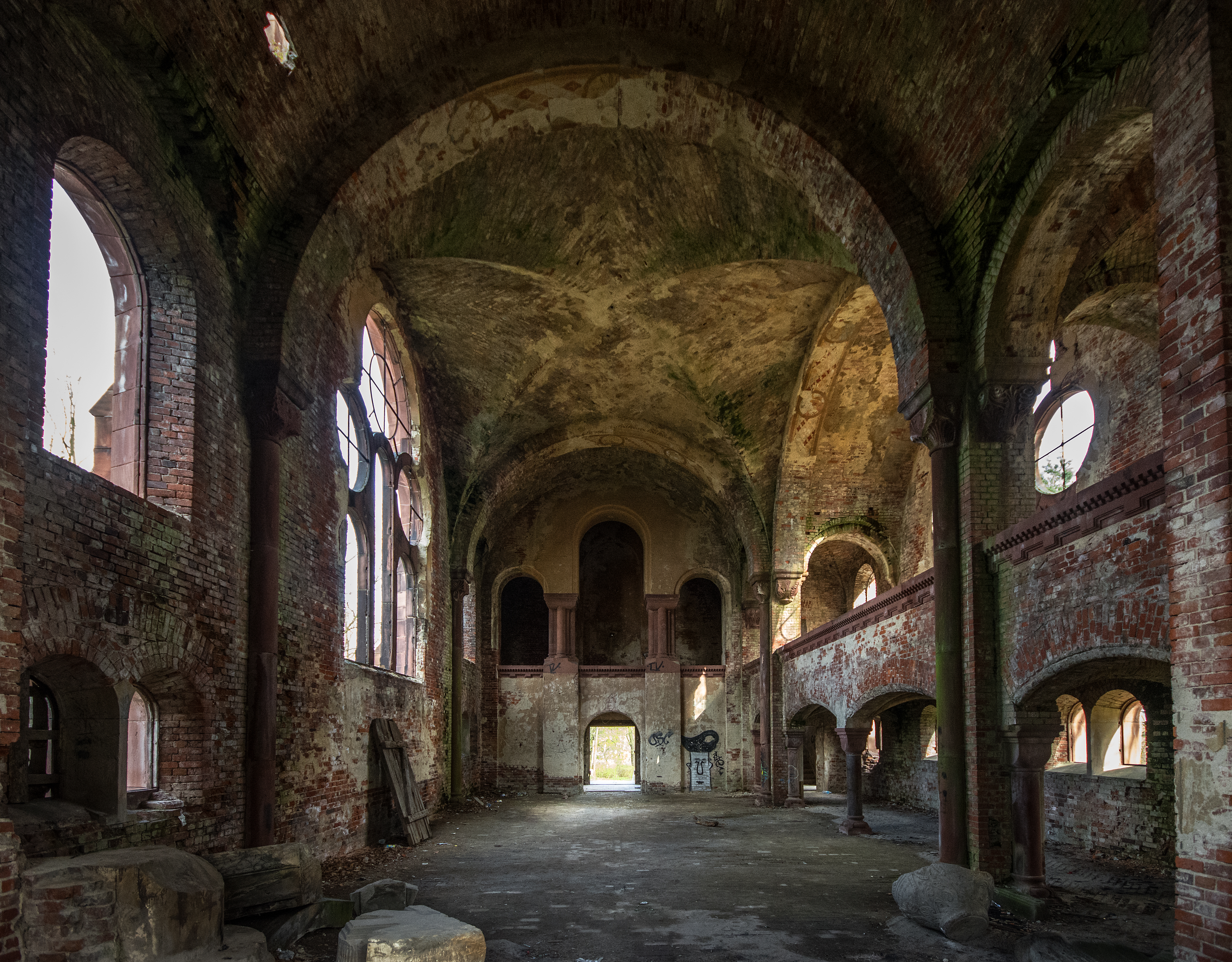
Widok na emporę organową (2016)